# Yeniköy, Sarıgöl
Yeniköy là một xã thuộc huyện Sarıgöl, tỉnh Manisa, Thổ Nhĩ Kỳ. Dân số thời điểm năm 2011 là 630 người.